# Pablo Muñoz Peña
Pablo Muñoz Peña (San Sebastián, Guipúzcoa, 21 de diciembre de 1941) es un periodista y escritor español. Fue director de los periódicos Diario de Noticias y Noticias de Guipúzcoa. Además, fue director de Egin. Es tío del escritor vasco Jokin Muñoz.

## Biografía
Pablo Muñoz se licenció en Ciencias Políticas y de la Información por la Universidad de Lovaina (Bélgica) mediante una beca siendo fraile. Se secularizó a mediados de la década de 1960. Fue redactor del apartado de Asuntos Sociales en el diario La Libre Bélgique (1966-1967). Posteriormente se incorporó al proyecto inicial del periódico Egin, ejerciendo de director, redactor-jefe de cierre, director y editor de suplementos (1977-1993). Creador publicitario (1994-1999). Director editorial en el Grupo Noticias y director en el Diario de Noticias de Pamplona (1999-2014) hasta su jubilación.
El 11 de julio de 2006 Pablo Muñoz fue detenido por su presunta relación con la red de financiación de ETA. Sin embargo, cuatro días después, el 15 de julio, fue puesto en libertad tras pagar una fianza de 4.000 euros. Muñoz negó en declaraciones a Europa Press que tuviera relación alguna con la red de extorsión. La causa fue archivada.

## Obra
Es articulista, colaborador de varios medios y también escritor. Ha escrito estos libros:

### Biografía
- Una vida sobre ruedas (Alba, 1993, biografía de Miguel Induráin)
- Y el Mito se hizo hombre (Alba, 1996, biografía de Miguel Induráin)

### Novela
- Puertas coloradas (Ttarttalo, 2009)
- Cruz de tramposos (Ttarttalo, 2010)